# 亡命悍將
《亡命悍將》（英語：Fled）是一部1996年美國搭檔動作喜劇片，由凱文·霍克斯執導，普雷斯頓·A·韋特摩二世編劇，勞倫斯·費許朋和史蒂芬·鮑德溫主演。講述兩名被鎖在一起的囚犯試圖越獄並踏上逃亡之路。電影於1996年7月19日在美國上映，口碑票房雙敗。

## 劇情
一名審訊員準備讓一名男子在空軍基地的安全屋中，以出面指證古巴黑幫老大法蘭克·曼塔韓諾，但前者遭曼塔韓諾的手下利用偽裝成外賣的炸彈殺死。在法庭上，法官讓法庭休庭，直到地方檢察官可以提出對曼塔韓諾不利的證據。檢察官憤怒地要司法部聯邦法警帕特·舒勒在72小時內提交新的證據。
當一群囚犯在修路時，路克·道奇遭另一囚犯騷擾，後者反擊，囚犯查爾斯·派帕介入，直到獄警將道奇和派帕銬在一塊。然後銬在一塊的兩人開始搏鬥，警衛們低聲討論計劃並更換彈匣，但這時騷擾道奇的囚犯奪走了槍並殺死獄警們，他、道奇和派帕趁亂逃跑。逮捕道奇的馬修·吉伯遜警探在犯罪現場拿起一枚空包彈的彈匣，並質疑刑期不長的道奇怎會來修路。心存疑慮的他跑進樹林對抗騷擾道奇的囚犯，但後者最終被舒勒直接槍殺。道奇和派帕爭論他們的計劃；道奇透露他需要逃跑才能收回他偷的500萬美元，派帕則要求一半以換取他的幫助。
道奇因利用駭客技術竊取電話公司的資金而入獄。吉伯遜發現被竊取的一間公司沒有起訴他時，且該公司歸曼塔韓諾所有，他開始懷疑舒勒的動機和情況。曼塔韓諾聘請殺手瑞科·山迪亞哥去取回含有曼塔韓諾犯罪證據的磁片，接著再殺死道奇。吉伯遜將空包彈彈匣展示給長官克拉克中尉看，表示警衛從來沒有打算殺死任何人，這應該是場事先安排的計畫。道奇和派帕被一名獵人逼到絕境，派帕襲擊了他，導致他心臟病發作。他們開著他的車把他的屍體送到醫院，然後要求一個叫柯拉的女人開車到她家。在柯拉家，他們換了衣服後分道揚鑣，派帕把他的口琴送給了道奇，預祝好運。
道奇去脫衣舞俱樂部見女友辛蒂；在安排在按摩院與他的駭客夥伴泡飛會面並交出磁片後，曼塔韓諾的暴徒進入他們的酒店房間並殺死辛蒂，接著開始拷問道奇。派帕到達並殺死了幾個殺手，並與道奇一起逃跑。派帕透露他是一名臥底警察，舒勒僱傭他來讓道奇越獄，來使他拿出磁片，同時讓派帕在一樁被誣陷的臥底販毒案中復職。該磁片中含有檢察官所需要的證據來判罪曼塔韓諾。
在按摩院，道奇遇到了泡飛，但後者隨即被山迪亞哥等人殺害。吉伯遜聘請了一名私家偵探來獲取有關道奇的訊息，他也到達並參與了槍戰。道奇和派帕騎著泡飛準備的摩托車離開；吉伯遜因沒有將案件交給司法部而受到遭克拉克譴責並停職。道奇在摩托車中發現了磁片位置的線索，這條線索將他們帶到了喬治亞圓頂體育場。隔日，在柯拉的掩護下，派帕與道奇在體育場成功拿到磁片，但早和曼塔韓諾合作的舒勒以及山迪亞哥現身與他們引發槍戰，派帕與道奇逃脫，舒勒和吉伯遜中槍倒地。派帕與道奇相約檢察官和吉伯遜等人到斯通芒廷的山頂會面。
派帕與道奇騎著摩托車帶領山迪亞哥等人上山，直到派帕殺死了他們；他與道奇會面，他們乘坐空中纜車上山。但中途舒勒從上方闖了進來與派帕與道奇展開纏鬥，最後他被派帕扔下纜車、落地而亡。派帕與道奇成功將磁片交給檢察官，對方也為派帕與道奇除罪，讓派帕得以回到紐約工作。派帕放棄了道奇的錢，但兩人隨後又開始吵了起來。

## 演員
- 勞倫斯·費許朋飾演查爾斯·派帕（Charles Piper）
- 史蒂芬·鮑德溫飾演路克·道奇（Luke Dodge）
- 威爾·派頓（英语：Will Patton）飾演馬修·「吉比」·吉伯遜警探（Detective Matthew 'Gib' Gibson）
- 羅伯特·約翰·伯克飾演美國法警帕特·舒勒（US Marshal Pat Schiller）
- 羅伯特·霍克斯飾演亨利·克拉克中尉（Lieutenant Henry Clark）
- 維多·瑞佛斯（Victor Rivers）飾演瑞科·山迪亞哥（Rico Santiago）
- 大衛·杜克斯（英语：David Dukes）飾演地方檢察官克里斯·潘恩（District Attorney Chris Paine）
- 肯·傑金斯（英语：Ken Jenkins）飾演典獄長尼可斯（Warden Nichols）
- 麥可·納德（英语：Michael Nader）飾演法蘭克·曼塔韓諾（Frank Mantajano）
- 布里妮·鮑威爾（英语：Brittney Powell）飾演辛蒂·亨德森（Cindy Henderson）
- 莎瑪·海耶克飾演柯拉（Cora）

## 家庭媒體
《亡命悍將》DVD於1999年8月24日發售。藍光於2015年6月23日發售。

## 反響

### 票房
美國首週末票房達540萬美元，位居當週排名第六，表現不佳。美國總票房僅1720萬美元，沒能收回2500萬美元的預算。

## 外部連結
- 互联网电影数据库（IMDb）上《亡命悍將》的资料（英文）
- 爛番茄上《亡命悍將》的資料（英文）